# Saint-Maurice-lès-Charencey

Saint-Maurice-lès-Charencey este o comună în departamentul Orne, Franța. În 1 ianuarie 2018 avea o populație de 480 de locuitori.